# Inverso aditivo
Em matemática, o inverso aditivo de um número a (por vezes chamado de oposto de a )  é o número que, quando adicionado a a, resulta em zero. A operação que leva um número ao seu inverso aditivo é conhecida como mudança de sinal  ou negação. Para um número real, inverte seu sinal: o inverso aditivo (número oposto) de um número positivo é negativo, e o inverso aditivo de um número negativo é positivo. Zero é o inverso aditivo de si mesmo.
O inverso aditivo de a é denotado por menos unário : −a (ver também § Relação com a subtração abaixo).  Por exemplo, o inverso aditivo de 7 é −7, porque 7 + (−7) = 0, e o inverso aditivo de −0,3 é 0,3, porque −0.3 + 0.3 = 0.
Da mesma forma, o inverso aditivo de a − b é −(a − b) que pode ser simplificado para b − a . O inverso aditivo de 2x − 3 é 3 − 2x, porque 2x − 3 + 3 − 2x = 0.
O inverso aditivo é definido como o seu elemento inverso na operação binária da adição (ver também § Definição formal abaixo), o que permite uma ampla generalização para outros objetos matemáticos além dos números. Como para qualquer operação inversa, o inverso aditivo duplo não tem efeito líquido : −(−x) = x .

Estes números complexos, dois dos oito valores de 1^{1/8}, são mutuamente opostos.

## Exemplos comuns
Num número (e geralmente em qualquer anel), o inverso aditivo pode ser calculado usando a multiplicação por -1; isto é, -n = -1 × n. Exemplos de anéis de números incluem inteiros, números racionais, números reais e números complexos.

### Relação com a subtração
O inverso aditivo está intimamente relacionado com a subtração, que pode ser vista como uma adição do oposto:
a − b  =  a + (−b).
Por outro lado, o inverso aditivo pode ser pensado como subtração a partir de zero:
−a = 0 − a.
Assim, a notação do sinal de menos unário pode ser considerada como uma abreviação para a subtração (com o símbolo "0" omitido), embora numa tipografia correta não deva haver espaço após o "−" unário.

### Outras propriedades
Além das identidades listadas acima, a negação possui as seguintes propriedades algébricas:
- −(−a) = a, é uma operação de involução
- −(a + b) = (−a) + (−b)
- −(a − b) = b − a
- a − (−b) = a + b
- (−a) × b = a × (−b) = −(a × b)
- (−a) × (−b) = a × b
  - nomeadamente, (−a)2 = a2

## Definição formal
A notação + é geralmente reservada para operações binárias comutativas (operações em que x + y = y + x para todos os x, y. Se tal operação admite um elemento identidade o (tal que x + o ( = o + x ) = x para todos os x), então esse elemento é único (o′ = o′ + o = o). Dado um x específico, se existir um x′ tal que x + x′ ( = x′ + x ) = o, então x′ é chamado de inverso aditivo de x.
Se + é associativo, ou seja, (x + y) + z = x + (y + z) para todos os x, y, z, então o inverso aditivo é único. Para o demonstrarmos, consideramos x′ e x″ inversos aditivos de x; logo:
x′ = x′ + o = x′ + (x + x″) = (x′ + x) + x″ = o + x″ = x″.
Por exemplo, como a adição de números reais é associativa, cada número real tem um inverso aditivo único.

## Outros exemplos
Todas os seguintes exemplos são, na verdade, grupos abelianos:
- Números complexos: −(a + bi) = (−a) + (−b)i. No plano complexo, esta operação roda um número complexo 180 graus em torno da origem (ver a imagem acima).
- Adição de funções com valores reais e complexos: aqui, o inverso aditivo de uma função f é a função −f definida por (−f )(x) = − f (x), para todo x, tal que f + (−f ) = o, a função zero o(x) = 0 para todo x).
- De forma mais geral, o que foi mencionado aplica-se a todas as funções com valores num grupo abeliano ('zero' significando então o elemento identidade desse grupo):
- Sequências, matrizes e redes são também tipos especiais de funções.
- Num espaço vetorial, o inverso aditivo −v é frequentemente chamado de vetor oposto de v; ele tem a mesma magnitude que o original e direção oposta. A inversão aditiva corresponde à multiplicação escalar por −1. Para o espaço euclidiano, isso equivale à reflexão pontual na origem. Vetores em direções exatamente opostas, mas não necessariamente com a mesma magnitude, são por vezes referidos como vetores antiparalelos.
  - Funções com valores em espaços vetoriais (não necessariamente lineares).
- Na aritmética modular, o inverso aditivo modular de x também é definido: é o número a tal que a + x ≡ 0 (mod n). Este inverso aditivo sempre existe. Por exemplo, o inverso de 3 módulo 11 é 8 porque é a solução para 3 + x ≡ 0 (mod 11).

## Não exemplos
Números naturais, números cardinais e números ordinais não têm inversos aditivos dentro dos respetivos conjuntos. Assim, pode-se dizer, por exemplo, que os números naturais têm inversos aditivos, mas como esses inversos aditivos não são eles próprios números naturais, o conjunto dos números naturais não está fechado quando se considera a obtenção de inversos aditivos.